# Reinhardt Søbye
Reinhardt Søbye (n. 24 martie 1956) este un pictor, grafician și artist de lucrări de artă făcute la computer din Norvegia.

## Biografie
S-a născut la Oslo. Începând din 1979 a urmat cursurile facultății de psihologie din Bergen timp de 6 ani, dar s-a retras cu puțin timp înainte de examenul de stat ca să se dedice artei.
Când a participat la Expoziția Høstutstillingen (cea mai importantă expoziție anuală din Norvegia) în 1987 la Oslo, opera sa a fost singura care a fost achiziționată de Galeria Națională din Norvegia, atrăgând atenția criticilor de artă și a marelui public.
A avut expoziții personale în Norvegia, Danemarca, Japonia, SUA, Marea Britanie, Cuba, Franța.
A câștigat premii la concursuri din Norvegia și Italia.
Arta lui Søbye este deseori critică la adresa societății moderne, multe sin operele sale abordând teme precum război, sărăcie, singurătate și discriminare. Realismul cu care reprezintă aceste teme șochează deseori pe spectator.
În 2000 Søbye a fost numit curator al expoziției “Art and Human Being” din cadrul bienalei din Gwangju, Coreea de Sud.
După ce și-a pierdut atelierul într-un incendiu în 2001, s-a reprofilat pe artă făcută cu ajutorul computerlui. Folosește tehnici de colaj, elemente tridimensionale, plexiglas etc.
Până în prezent (2009) a fost bursier de stat timp de 11 ani.

## Premii
- Vårutstillingen, Galleri Steen: Premiul I al juriului, 2001
- Vårutstillingen, Galleri Steen: Premiul Publicului și Premiul II al Juriului, 1999
- Nord-Trøndelag Fylkesgalleris Publikumspris („Premiul Publicului al Galeriei Județene”), 1996
- Østlandsutstillingens Publikumspris („Premiul Publicului la expoziția Østlandsutstillingen”), 1993
- Dagbladets Publikumspris ved Høstutstillingens 100-Års jubileum („Premiul Publicului al ziarului Dagbladet”) la a 100-a aniversare a expoziției Høstutstillingen

## Cărți despre el
- ラインハルト・サビエ展　まなざし („Expoziția Reinhardt Søbye, O privire”) (lb. japoneză), Asahi Shimbunsha, Tokio, 1999